# Vùng Hướng đạo châu Âu (WOSM)

Biểu trưng của Vùng Hướng đạo châu Âu

Khu vực nằm dưới quyền của Vùng Hướng đạo châu Âu; Andora, không có tổ chức Hướng đạo, và những nước nằm ngoài Vùng, được biểu thị bằng màu xám

Vùng Hướng đạo châu Âu (European Scout Region), là văn phòng vùng của Văn phòng Hướng đạo Thế giới thuộc Tổ chức Phong trào Hướng đạo Thế giới có trụ sở tại Genève, Thụy Sĩ với hai văn phòng: một tại Brussels, Bỉ và một tại Belgrade, Serbia. Vùng Hướng đạo châu Âu gồm có 40 Tổ chức Hướng đạo Quốc gia là thành viên của Tổ chức Phong trào Hướng đạo Thế giới, và phục vụ hoạt động Hướng đạo tại Tây Âu và Trung Âu, trừ các nước cựu Cộng hòa Xô Viết Armenia, Azerbaijan, Belarus, Gruzia, Moldova, Nga, và Ukraina, nhưng tính vào Cộng hòa Síp mặc dù về mặt kỹ thuật thì không thuộc phần châu Âu với lý do văn hóa, và Israel vì lý do chính trị.
Tình trạng thành viên đầy đủ được trao cho Diễn đàn Thanh thiếu niên châu Âu (European Youth Forum). Diễn đàn hoạt động trong các khu vực của Hội đồng châu Âu và Liên hiệp châu Âu, và làm việc bên cạnh với cả hai cơ quan này.
Tất cả các quốc gia cựu cộng sản Trung Âu, Đông Âu và Liên Xô đã phát triển hoặc đang phát triển Hướng đạo trong sự trỗi dậy phục hưng của vùng. Những quốc gia này là Albania, Bulgaria, Đông Đức, Hungary, Ba Lan, România, và các quốc gia thừa kế của Tiệp Khắc, Nam Tư và các quốc gia Baltic độc lập từ cựu Liên Xô. Trong các nước thì Ba Lan, Cộng hòa Séc và Hungary là những nước thành công nhất trong việc tái phát triển phong trào Hướng đạo của mình và phát triển rất tốt đẹp nhờ một phần vào sự tồn tại của các phong trào Hướng đạo lưu vong của mình.
Vùng này là đồng nhiệm của Vùng Nữ Hướng đạo châu Âu của Hội Nữ Hướng đạo Thế giới. Vùng Hướng đạo châu Âu có một mối liên lạc mạnh với Vùng Nữ Hướng đạo châu Âu của Hội Nữ Hướng đạo Thế giới. Cả hai hiện có chung văn phòng tại Brussels và phát hành một bản tin hàng tháng có tên là Eurofax.

## Không có Hướng đạo tại Andorra

Phù hiệu Hoạt động Nordic của Nam và Nữ Hướng đạo Đan Mạch, Phần Lan, Iceland, Faeroes, Na Uy, Thụy Điển, Greenland và Åland

Andorra là một trong nhóm sáu quốc gia độc lập duy nhất không có Hướng đạo. Dân số đủ lớn để có Hướng đạo nhưng Hội Hướng đạo của quốc gia nhỏ bé này tại vùng Pyrenees đã nằm ngux từ thập niên 1980 và hiện tại không có phong trào Hướng đạo.

## Hướng đạo tại Thành Vatican
Theo BSA Troop 97 Hướng đạo tại Thành Vatican có lẽ được một đơn vị gần Rome phục vụ. Nó là một trong 35 quốc gia không có Tổ chức Hướng đạo Quốc gia nhưng hiện tại nó là một thành viên của WOSM.
Năm 1986 Giáo hoàng John Paul II được trao tặng Huy hiệu Rừng với tư cách huynh trưởng vinh dự của Associazione Guide e Scout Cattolici Italiani.

## Hướng đạo châu Âu không thuộcWOSM
Hai tổ chức Hướng đạo đa quốc gia riêng biệt của châu Âu tồn tại nhưng không có liên hệ với Tổ chức Phong trào Hướng đạo Thế giới, đây là vùng địa lý duy nhất có như vậy. Hai tổ chức đó là Confédération Européenne de Scoutisme (Liên bang châu Âu về Hướng đạo) và Union Internationale des Guides et Scouts d'Europe (Liên đoàn quốc tế về Nữ Hướng đạo và Nam Hướng đạo châu Âu).